# El Carmen, Santander
El Carmen är en ort i Colombia.   Den ligger i departementet Santander, i den centrala delen av landet, 240 km norr om huvudstaden Bogotá. El Carmen ligger 775 meter över havet och antalet invånare är 1 602.
Terrängen runt El Carmen är kuperad åt nordväst, men åt sydost är den bergig. Terrängen runt El Carmen sluttar västerut. Runt El Carmen är det glesbefolkat, med 19 invånare per kvadratkilometer. Det finns inga andra samhällen i närheten. I omgivningarna runt El Carmen växer i huvudsak städsegrön lövskog.